# Фарфаноза (Ђенова)
Фарфаноза је насеље у Италији у округу Ђенова, региону Лигурија.
Према процени из 2011. у насељу је живело 9 становника. Насеље се налази на надморској висини од 821 м.